# Oscar Vilhelmsson
Oscar Ingemar Kristoffer Vilhelmsson, född 2 oktober 2003 i Åsa, Kungsbacka kommun, är en svensk fotbollsspelare som spelar för Preußen Münster.

## Karriär
Vilhelmssons moderklubb är Åsa IF. Han spelade därefter för PR Academy innan han tog steget till IFK Göteborg under slutet av 2016. Vilhelmsson debuterade i A-laget den 22 augusti 2019 i en 4–0-vinst över BK Astrio, där han blev inbytt i den 66:e minuten mot Lasse Vibe och senare även gjorde sitt första mål.Han blev därmed den yngsta målskytten någonsin för IFK Göteborg  Vilhelmsson gjorde allsvensk debut den 12 juli 2020 i en 1–2-förlust mot Djurgårdens IF, där han blev inbytt i den 89:e minuten mot Sargon Abraham.
Den 19 mars 2021 skrev Vilhelmsson på sitt första seniorkontrakt med IFK Göteborg, ett kontrakt fram över säsongen 2023. Han gjorde sitt första allsvenska mål den 1 november 2021 i en match mot Degerfors IF.
Den 12 juli 2022 värvades Vilhelmsson av tyska Darmstadt 98, där han skrev på ett fyraårskontrakt.